# Omnibusverkehr im Raum Würzburg

Busse der WSB und der privaten Hammer GmbH am Würzburger Busbahnhof

Der Omnibusverkehr im Raum Würzburg ist neben dem Eisenbahn- und Straßenbahnverkehr eines der drei Produkte des öffentlichen Nahverkehrs in der Stadt Würzburg, welche Mitglied im Verkehrsverbund Nahverkehr Mainfranken ist.
Das Stadtbusnetz besteht gegenwärtig aus 27 Linien, die das Würzburger Stadtgebiet und die Vororte Gerbrunn, Güntersleben, Höchberg, Margetshöchheim, Randersacker, Reichenberg, Veitshöchheim und Zell (Main) bedienen. Diese werden überwiegend von der Omnibus-Betriebsgesellschaft (NVG) gefahren, einem ehemals selbstständigen Unternehmen, das mittlerweile mehrheitlich im Besitz der Würzburger Straßenbahn GmbH (WSB) ist. Die WSB hat sich in den vergangenen Jahren schrittweise aus dem Omnibusverkehr zurückgezogen und möchte sich künftig hauptsächlich auf den Straßenbahnverkehr konzentrieren.
12 Prozent der NVG sind noch im Privatbesitz von Gerhard Wagner, einem Rechtsanwalt aus Würzburg.
Seine Frau Sabine Warmke-Wagner ist eine von zwei Geschäftsführern. Der zweite Geschäftsführer, Bernd Karl, ist von der WSB eingesetzt worden. Bernd Karl ist auch noch Betriebsleiter der WSB.
Weitere 25 Linien bedienen den übrigen Landkreis und fahren teilweise darüber hinaus. Von diesen 25 Regionallinien gehören acht zur Omnibusverkehr Franken (OVF) mit Sitz in Nürnberg und zwei zur Regional Bus Stuttgart (RBS), die übrigen Verkehre werden zu einem großen Teil von privaten Nahverkehrsunternehmen aus der Region erbracht. Der zentrale Umsteigepunkt, an dem alle Regionalbuslinien und einen Großteil der Stadtbuslinien zusammenlaufen ist der Busbahnhof am Hauptbahnhof. Zwei weitere größere Umsteigestationen sind die Haltestellen Sanderring am südlichen Ende der Stammstrecke und Reuterstraße im Stadtteil Heidingsfeld.

## Stadtgebiet und Vororte

### Liniennetz
Folgende 28 Stadtbuslinien werden in Würzburg planmäßig bedient  (Stand: Januar 2017) :
| Linie | Streckenverlauf                                                                                               | Fahrplanangebot | Fahrplanangebot | Fahrplanangebot |
| Linie | Streckenverlauf                                                                                               | werktags        | samstags        | sonntags        |
| --- | --- | --------------- | --------------- | --------------- |
| 6 | Stadtmitte (Juliuspromenade) – Frauenland – Gartenstadt Keesburg                                              | 15 min.         | 20 min.         | 20 min.         |
| 7 | Zellerau – Sanderring – Hubland/Universitätszentrum                                                           | 60 min.         | –               | –               |
| 8 | Waldfriedhof – Zollhaus Steinbachtal – Steinbachtal                                                           | kein Takt*      | 40 min.         | 40 min.         |
| 9 | Residenzplatz – Stadtmitte (Juliuspromenade) – Kulturspeicher – Festung (nur im Sommerhalbjahr)               | 30 min.         | 30 min.         | 30 min.         |
| 10 | Sanderring – Frauenland – Hubland Uni-Mensa – Hubland Campus Nord                                             | 5–8 min.        | 20/40 min.      | 60 min.         |
| 11 | Busbahnhof – Veitshöchheim (Landkreislinie, Betrieb durch DB Frankenbus)                                      | 20 min.         | 30 min.         | 60 min.         |
| 12 | Busbahnhof – Lindleinsmühle – Versbach                                                                        | 20 min.         | 20 min.         | 40 min.         |
| 13 | Busbahnhof – Unterdürrbach – Oberdürrbach – Grombühl Uni-Kliniken                                             | kein Takt*      | 60 min.         | 60 min.         |
| 14 | Busbahnhof – Rottendorfer Straße – Gerbrunn (Landkreislinie, Betrieb durch DB Frankenbus)                     | 20 min.         | 20 min.         | 30 min.         |
| 114 | Busbahnhof – Frauenland – Hubland Uni-Zentrum                                                                 | 20 min.         | –               | –               |
| 214 | Busbahnhof – Rottendorfer Straße – Hubland – FHWS                                                             | 20 min.         | –               | –               |
| 16 | Stadtmitte – Frauenland – Lehmgrubensiedlung – Heidingsfeld – Winterhäuser Straße                             | 15 min.         | 20 min.         | 60 min.         |
| 17 | (Busbahnhof –) Sanderring – Höchberg (Landkreislinie, Betrieb durch APG)                                      | 30 min.         | 60 min.         | 60 min.         |
| 18 | Busbahnhof – Zellerau – Höchberg (Landkreislinie, Betrieb durch APG)                                          | kein Takt*      | 60 min.         | 60 min.         |
| 19 | Busbahnhof – Veitshöchheim – Güntersleben (Landkreislinie, Betrieb durch DB Frankenbus)                       | kein Takt*      | 60 min.         | 60 min.         |
| 20 | Busbahnhof – Aumühle – Nürnberger Straße – Lengfeld                                                           | 30 min.         | 30 min.         | 60 min.         |
| 21 | Busbahnhof – Lindleinsmühle – Lengfeld                                                                        | 30 min.         | 30 min.         | 60 min.         |
| 24 | Grombühl Uni-Kliniken – Schwarzenberg – Lindleinsmühle                                                        | keim Takt *     | keim Takt *     | keim Takt *     |
| 25 | Busbahnhof – Lindleinsmühle – IKEA/Lengfeld Nord                                                              | 60 min.         | 30 min.         | –               |
| 26 | Busbahnhof – Aumühle – Nürnberger Straße – Pilziggrund – Wöllriederhof                                        | 30 min.         | 30 min.         | 60 min.         |
| 27 | Busbahnhof – Neuer Hafen / Dürrbachau                                                                         | kein Takt*      | kein Takt*      | kein Takt*      |
| 28 | Busbahnhof – Mönchberg                                                                                        | 30 min.         | 30 min.         | 60 min.         |
| 29 | Busbahnhof – Hubland-Nord                                                                                     | 30 min          | 30 min          | 60 min          |
| 33 | Heidingsfeld Reuterstraße – Katzenberg – Winterhäuser Straße – Heidingsfeld Reuterstraße                      | 30 min.         | 60 min.         | 40 min.         |
| 34 | Heidingsfeld Reuterstraße – Sanderau – Frauenland – Hubland Uni-Zentrum – Gerbrunn – Wöllriederhof – Lengfeld | 60 min.         | –               | –               |
| 35 | Sanderring – Frankenwarte (– Käppele)                                                                         | 60 min          | 60 min.         | 60 min.         |
| * Die Angabe „kein Takt“ meint, dass auf dieser Linie keine durchgehende Taktfrequenz existiert, sondern der Fahrplan nach dem Bedarf der Fahrgäste ausgerichtet ist. | |                 |                 |                 |

### Fahrzeuge
Da die Würzburger Straßenbahn GmbH in den vergangenen Jahren umfangreiche Investitionen für die Verjüngung des Bus-Fuhrparks getätigt hat, besteht dieser heute zu einem großen Teil aus Niederflurfahrzeugen. Zwischen 2000 und 2004 wurden alleine 21 neue Gelenk- und Solobusse von MAN beschafft, zehn EvoBus- bzw. Mercedes-Benz-Busse (teilweise aus der Citaro-Baureihe) stammen aus dem Jahr 1998, weitere elf Fahrzeuge sind älteren Baujahres. Die jüngsten Neuzugänge sind zwei MAN-Midibusse, die seit Januar 2006 auf der Linie 9 die alten Kowex-Midibusse ersetzt haben. Bedingt durch die Übertragung des Omnibusbetriebs auf die NVG wird es künftig bei der WSB keine Fahrzeugneubeschaffungen mehr geben.
Auch die Omnibus-Betriebsgesellschaft (NVG) verfügt über größtenteils modernes Fahrzeugmaterial, unter anderem zählen 26 MAN-Niederflurbusse und sechs Citaro-Solowagen von EvoBus zu ihrem Bestand. Seit 2005 wurden insgesamt 17 Gelenk- und Solobusse aus der neuen MAN-Baureihe „Lion's City“ beschafft, die neben ihrer behindertengerechten Ausstattung auch die Euro-4-Abgasnorm erfüllen. In den Jahren 2009–2011 wurden jeweils Fahrzeuge der Hersteller MAN (2009, 2010) sowie Mercedes-Benz (2009, 2011) beschafft. Seit 2020 setzt die NVG auch zwei vollelektrische Solo-Busse, Solaris Urbino 12 electric, ein.
Des Weiteren sind auch einige ansonsten vornehmlich auf den Regionalbusbetrieb konzentrierten privaten Betreiber im Stadtverkehr tätig, wie etwa die Unternehmen Ditterich, Amrehn und Franz Heim, die meist Busse der Hersteller MAN und Setra einsetzen.

## Landkreis und Region

### Liniennetz
Folgende Linien (311 bis 920) bedienen den übrigen Landkreis Würzburg: (Stand: Juli 2019)  
- Linie 311/312 : Würzburg Königsberger Straße – Würzburg Reuterstraße – Reichenberg (– Albertshausen)
- Linie 400 : Erlabrunn – Zell – Würzburg Busbahnhof – Ochsenfurt – Röttingen (Schnellbus, nur am Wochenende in der Sommersaison)
- Linie 402: Marktheidenfeld – Würzburg Busbahnhof – Kürnach – Obereisenheim (Schnellbus, nur am Wochenende in der Sommersaison)
- Linie 421 : Würzburg Busbahnhof – Albertshausen – Giebelstadt  – Gaubüttelbrunn – Tiefenthal
- Linie 422 : Würzburg Busbahnhof – Giebelstadt – Gaukönigshofen – Gelchsheim
- Linie 430/431 : Würzburg Busbahnhof – Estenfeld – Kürnach (– Mühlhausen)
- Linie 436: Würzburg Busbahnhof – Estenfeld – Kürnach – Mühlhausen – Unterpleichfeld – Hausen – Rieden
- Linien 441–444 : Würzburg Busbahnhof (– Estenfeld – Kürnach) – Prosselsheim – Dippach – Schwanfeld – Wipfeld
- Linie 445: Würzburg Busbahnhof (– Estenfeld – Kürnach) – Unterpleichfeld – Oberpleichfeld – Prosselsheim (– Untereisenheim – Obereisenheim/-Dipach)
- Linie 450 : Würzburg Busbahnhof – Maidbronn – Rimpar – Gramschatz
- Linie 461 : Würzburg Busbahnhof – Unterpleichfeld – Burggrumbach – Hausen / Rieden – Opferbaum – Bergtheim
- Linie 471/472 : Würzburg Busbahnhof – Waldbüttelbrunn (– Helmstadt – Neubrunn – Böttigheim)
- Linie 48 : Würzburg Busbahnhof – Hettstadt
- Linie 491 : Würzburg Busbahnhof – Kist –  Kleinrinderfeld
- Linie 492: Würzburg Busbahnhof – Kist – Altertheim – Steinbach – Wenkheim
- Linie 50 : Würzburg Busbahnhof – Greußenheim – Uettingen
- Linie 51 : Würzburg Busbahnhof – Eisingen – Waldbrunn
- Linie 521/522 : Würzburg Busbahnhof – Zell am Main – Margetshöchheim (– Erlabrunn – Leinach)
- Linie 53 : Würzburg Busbahnhof – Uettingen – Remlingen
- Linie 54 : Würzburg Busbahnhof – Uettingen – Holzkirchen – Wüstenzell
- Linie 551: Würzburg Busbahnhof – Randersacker
- Linie 552: Würzburg Busbahnhof – Randersacker – Theilheim – Lindelbach
- Linie 554: Würzburg Busbahnhof – Eibelstadt – Sommerhausen – Frickenhausen
- Linie 555: Würzburg Busbahnhof – Ochsenfurt
- Linie 560: Würzburg Busbahnhof – Rottendorf
- Linie 800: Würzburg Busbahnhof – Zell – Veitshöchheim – Thüngersheim – Gemünden – (Aschaffenburg) (Bahnlinie)
- Linie 805: Würzburg Busbahnhof – Rottendorf – Dettelbach – Buchbrunn/Mainstockheim – Kitzingen – Iphofen – Markt Bibart – (Nürnberg) (Bahnlinie)
- Linie 810: Würzburg Busbahnhof – Rottendorf – Seligenstadt – Bergtheim – (Schweinfurt) (Bahnlinie)
- Linie 850: Würzburg Busbahnhof – Kist – (Tauberbischofsheim)
- Linie 920: Würzburg Busbahnhof – Winterhausen – Goßmannsdorf – Ochsenfurt – Marktbreit – Uffenheim – (Ansbach) (Bahnlinie)

Diese Linien werden vornehmlich von privaten Omnibusbetrieben aus der Region betrieben (z. B., Alka Reisen, Schraud, Ditterich, und viele andere). Meist setzen die privaten Betreiber Nieder- und Hochflurbusse aus der Setra MultiClass ein, die speziell für den Überlandverkehr konzipiert wurde. Aber auch Fahrzeuge der Hersteller MAN und Neoplan sowie die Überlandversion des Citaro sind zahlreich vertreten.

### Linien von Omnibusverkehr Franken
Die 1988 als Tochtergesellschaft der Deutschen Bundesbahn gegründete und heute – ebenso wie die Regionalbus Stuttgart GmbH – zur Deutschen Bahn AG gehörende Omnibusverkehr Franken GmbH ist bayernweit das größte Regionalbusunternehmen und besitzt heute 258 eigene Busfahrzeuge, 700 Mitarbeiter und 290 Linien in Unter-, Mittel- und Oberfranken. Im Raum Würzburg bedient das Nürnberger Unternehmen zehn Linien, die hauptsächlich die entlegenen Teile des Landkreises und teilweise auch Orte außerhalb des Landkreises mit dem Oberzentrum Würzburg verbinden. Einige Linien erfüllen auch – als ehemalige Bahnbusse – den Schienenparallel- und -ersatzverkehr.
- Linie 8065: Würzburg Busbahnhof – Veitshöchheim – Thüngersheim – Karlstadt
- Linie 8068: Würzburg Busbahnhof – Margetshöchheim – Erlabrunn – Zellingen – Karlstadt
- Linie 8078: Würzburg Busbahnhof – Uettingen – Remlingen (– Marktheidenfeld)
- Linie 8101: Rottendorf – Kitzingen
- Linie 8105: Würzburg Busbahnhof – Kürnach – Volkach (Main)
- Linie 8108: Würzburg Busbahnhof – Rottendorf – Dettelbach
- Linie 8114: Würzburg Busbahnhof – Rimpar – Einsiedel – Arnstein (– Hundsbach/Operbaum)
- Linie 8162: Würzburg Busbahnhof – Bergtheim – Opferbaum – (Bad Neustadt)
- Linie 8163: Würzburg Busbahnhof – Seligenstadt (– Volkach – Ebrach)

Die OVF befährt diese Strecken überwiegend mit Überlandbussen von Setra und MAN, die im Betriebshof Gemünden (Main) vorgehalten werden. Zu einem großen Teil verfügen die Fahrzeuge bereits über die moderne Niederflurtechnik, aber auch Hochflurbusse mit Stufeneinstiegen befinden sich im Besitz der OVF. Seit 2004 besitzt die OVF auch einige vom Freistaat Bayern finanziell geförderte Erdgasbussen des Typs MAN NÜ 313 CNG. Auf den Linien kommen zudem Busse von Subauftragnehmern zum Einsatz.

## Knotenpunkt Busbahnhof
Der Busbahnhof befindet sich in unmittelbarer Nähe des Hauptbahnhofes und ist der zentrale Umsteigepunkt zwischen Stadt- und Regionalbuslinien.
Er gliedert sich in mehrere Bereiche:
- Busbahnhof – Bussteig 1–7 sowie Bussteig A

An den Bussteigen 1–7 und A haben die meisten Linien ihren Haltepunkt, hauptsächlich halten hier die Busse der NVG, die das Stadtgebiet und teilweise auch die nächsten Umlandgemeinden bedienen. Die Bussteige sind hier schräg angeordnet und meist jeweils zwei oder drei Linien zugeordnet. Für zwei hintereinander haltende Gelenkbusse sind sie von der Länge her jedoch nicht geeignet, ausreichend Platz und barrierefreie Einsteigshöhen bieten sie ebenfalls nicht. Seit Herbst 2008 ist dieser Teil des Busbahnhofes mit DFI-Fahranzeigern ausgestattet.
- Busbahnhof – Bussteig 8–14 sowie Haltestelle „Stadtrundfahrt“

An den Bussteigen 8–13 verkehren vornehmlich Regionalbusse mit Zielen im gesamten Landkreis und darüber hinaus. Außerdem halten hier die Busse der OVF und RBS. Die Bussteige sind parallel zum Westflügel des Bahnhofsgebäudes auf Höhe des Posthochhauses angeordnet. Die Bussteige selbst sind sehr lang gebaut, sodass mehrere Busse hintereinander halten können. Hier werden oft Busse, die gerade nicht benötigt werden, abgestellt. Bussteig 14 wird momentan nur durch den Schienenersatzverkehr der Bahn bedient. An den Bahnhofsplatz angeschlossen befindet sich die Einstiegshaltestelle für die Stadtrundfahrt. Auch hier sind keine Voraussetzungen für einen behindertengerechten Einstieg in die Busse vorhanden. Seit Frühjahr 2010 ist auch Bussteig 8 mit einem DFI-Anzeiger ausgestattet.
- Busbahnhof – Bismarckstraße

Die Haltestelle Bismarckstraße ist ausschließlich Regionalbussen vorbehalten, des Weiteren ist hier auch Platz für Reisebusse vorgesehen. Die einzelnen Haltestationen sind entlang der Bismarckstraße angeordnet, aufgrund der hier hauptsächlich haltenden Überlandbusse, an deren Einstiegen meist mehrere Stufen überwunden werden müssen, ist eine Erhöhung der Bordsteinkante nicht zwingend nötig.
- Busbahnhof – Parkhaus Quellenbach

Nur noch für Fernbusse vorbehalten

## Künftige Entwicklung

### Wettbewerb im Omnibusverkehr
Während in weiten Teilen Deutschlands – auch in Franken und Bayern – bereits regelmäßig Omnibuslinien europaweit zum Wettbewerb ausgeschrieben werden, blieb der Busverkehr in Würzburg davon bisher verschont. Auch der überwiegend für den Wettbewerb favorisierte Regionalbusverkehr bekam davon noch nichts zu spüren. Doch dies wird sich in den kommenden Jahren ändern, sowohl im innerstädtischen als auch im regionalen Verkehr. Die Stadt Würzburg vergibt im Juli 2013 per Direktvergabe alle innerstädtischen Straßenbahn- und Buslinien bis 2013 an die WSB. Ab dem 1. Januar 2014 wird die NVG mit allen innerstädtischen Buslinien, ausgenommen Linie 11, 14, 17, 18, 19 und 22 (mittlerweile Linien 521–523) von der WSB betraut. Dieses Verträge laufen 9,5 Jahre, zeitgleich den Konzessionen, bis 2023.
Der Landkreis entfernt sich mit seiner Ausschreibung in sieben Korridoren weiter von der Stadt und entwickelt ein eigenes ÖPNV-Vertriebsnetz.
Die NVG verliert im Landkreis sieben Buslinien und einen großen Teil des Auftragsvolumens.

### Einführung des Taktverkehrs
Momentan wird nur auf sechs Regionalbuslinien im Landkreis Würzburg ein regelmäßiger Taktverkehr angeboten. Neben der Linie 43 wurden bislang die Maintal-Linie 55.der Burlein/Schraud von Würzburg nach Frickenhausen und Ochsenfurt zum Sommerfahrplan 2006 auf einen 60-Minuten-Takt (am Wochenende alle 120 Minuten) umgestellt, wofür der Landkreis 110.000 Euro investierte. Am 9. Dezember 2007 wurde auch auf der Linie 45 nach Rimpar/Maibronn ein 30-Minuten-Takt(am Wochenende alle 60 Minuten) eingeführt. Seit neustem verkehrt auch die Linie 48 im 60-Minuten-Takt unter der Woche und im 120-Minuten-Takt an Samstagen. Auf den übrigen Linien besteht größtenteils nur ein Bedarfsfahrplan, der sich nach dem Fahrverhalten der Schüler und Berufstätigen richtet. Außerdem klaffen in Bedarfsfahrplänen oft große Lücken, in Gemeinden wie Greußenheim, Erlabrunn, Leinach, Kist und Eisingen liegt das Fahrplanangebot unter den gesetzlichen Richtwerten. Deshalb drängen insbesondere die Grünen auf eine flächendeckende Einführung von Taktverkehren, da auf diese Weise mehr Menschen zum Umstieg auf öffentliche Verkehrsmittel bewegt werden könnten. Dies belegen unter anderem die Fahrgastzahlen der Linie 8066, auf der bereits ein Jahr nach Einführung des Taktverkehrs doppelt so viele Passagiere gezählt werden konnten. Ab dem 12. Dezember verkehrt auch die Linie 49 (Würzburg – Höchberg – Kist – Kleinrinderfeld) im Takt verkehr. Als Abschluss der Aktion AufTakt im Westen verkehrt die Linie 49 nun Montag bis Freitag im 60-Minuten-Takt, nachmittags im 30-Minuten-Takt und samstags nahezu alle 60 Minuten. Außerdem gibt es einen Taktverkehr auf den Linien 521/522, wo zwischen Würzburg und Margetshöchheim alle 30 Minuten ein Bus verkehrt (sonntags alle 60 Minuten), nach Leinach fährt jeder 2. Bus. Auf vielen weiteren Linien wird zurzeit ein Taktverkehr eingerichtet. Dabei sollen mehrere Linien, die sich überschneiden, so geplant werden, dass in den Gemeinden ein einheitlicher Takt entsteht.

### Umbau und Verlegung des Busbahnhofes
Im Rahmen der Errichtung eines Einkaufszentrums „Würzburg Arcaden“ durch die Management für Immobilien AG (mfi) und der damit verbundenen Neugestaltung des Bahnhofs und seines näheren Umfelds sollte der Busbahnhof komplett verändert werden. Das jetzige Areal wäre teilweise renaturiert und in den Ringpark eingegliedert worden, auf dem Gelände zwischen dem Posthochhaus und dem Empfangsgebäude des Bahnhofes war die Fortführung der Arcaden geplant. Der jetzige Busbahnhof mitsamt der Nebenhaltestelle Bismarckstraße wäre also aufgelöst und an den Standort des heutigen Kurzzeitparkplatzes verlegt worden, wo sich heute schon die Haltestelle Parkhaus Quellenbach befindet. Das Parkhaus wäre abgerissen und an seiner Stelle ein neuer Zentraler Omnibusbahnhof (ZOB) errichtet worden. Am 3. Dezember 2006 stimmten die Würzburger in einem Bürgerentscheid mit rund 51 zu 49 Prozent gegen das Arcaden-Bahnhofs-Projekt, mit dem die Verlegung des Busbahnhofs verknüpft war. Wie die weitere Zukunft des Areals aussieht, bleibt abzuwarten, Gegner der Arcaden fordern jetzt vom Stadtrat neue Konzepte. Außerdem hat die mfi AG angekündigt, sich nicht aus Würzburg zurückzuziehen, sondern eventuell nach einjährigen Sperrfrist einen neuen Anlauf mit den Arcaden zu nehmen.

### Nachtbuslinien
Seit dem 4. November 2016 gibt es wieder Nachtbuslinien, nachdem sie im Jahr 2010 mangels Interesse eingestellt worden sind.
Insgesamt gibt es acht Linien, die zum größten Teil nur in der Nacht von Freitag auf Samstag sowie in der Nacht von Samstag auf Sonntag verkehren.

### Anrufsammeltaxi
Im Zusammenhang mit der Eröffnung des Bahnhaltepunktes in Reichenberg (Linie 31) werden zahlreiche Verbindungen, aufgrund der Konkurrenz zur schnelleren Bahnverbindung, auf Anrufsammeltaxen (AST) umgestellt. Ebenso auf der Linie 8 (Steinbachtal/Waldfriedhof). Hier wird montags bis freitags bereits um 18 Uhr auf AST-Verkehr umgestellt. Gleichzeitig verlängert sich jedoch die Verkehrszeit dieser Linie bis 22:30.
Diese Anrufsammeltaxen können mit normalen NVM-Fahrscheinen benutzt werden, jedoch muss man diese 30 Minuten vor fahrplanmäßiger Abfahrt unter Angabe der Ein- und Ausstiegshaltestelle telefonisch bestellt werden.